# Mas del Pere Sanç
El Mas del Pere Sanç és una masia de Reus (Baix Camp) situada a la partida del Burgar. També se'l coneix com a Mas del Fontanilles. És una masieta amb una hisenda d'una vuitantena de jornals. És ben bé a mig kilòmetre al nord del Mas de Gusí, i a la mateixa distància al sud-sud-est del Mas del Senalletes. Es considera que el camí del Burgar s'acaba en aquest mas, cosa que potser era certa quan el mas es conreava des de Reus, però ja fa anys que se'l conrea des de La Selva, i el camí que l'unia amb el Burgar ha desaparegut amb el desús. El terme de La Selva, on es coneix el mas pel nom de Mas de la Negreta, és a 300 metres al nord.

## Descripció
El mas original, és una construcció de planta quadrada i volum senzill, de dues plantes d'alçada i una coberta amb teulada a dues aigües, amagada només a la façana principal per un acroteri o mur d'obra. A la seva esquerra s'hi annexa una caseta senzilla, de planta baixa, amb la coberta, també, a dues vessants. A la dreta, un magatzem que s'integra amb el volum del mas i un cobert. Les façanes són de composició basada en eixos verticals, que ordenen les finestres i els accessos.